# Savojské státy
Savojské státy (francouzsky États de Savoie, italsky Stati di Savoia) jsou souhrnný název používaný historky pro svazek států Svaté říše římské ovládaných dynastií Savojských. Savojské území kdysi hrabat a později vévodů savojských se rozrostl o další přilehlé oblasti, z nichž největším byl Piemont (původně území Turínské marky). Z oblasti Savojska-Piemontu mohli Savojští dále expandovat a založit Sardinské neboli sardinsko-korsické království, které vzniklo 1847 „dokonalým spojením“ (fusione perfetta) všech držav savojské dynastie do jednoho politického celku, takže samotné Savojsko formálně zaniklo.
Přestože od počátku náleželi Savojští ke Svaté říši římské a tedy formálně podléhali císaři, nečinilo jim však překážky jednat v rozporu s říšskými zájmy a opakovaně se stavět na stranu Francie během francouzsko-habsburských válek.
Savojské státy se nacházely se na pomezí dnešních států Itálie, Francie a Švýcarska. Na Vídeňském kongresu roku 1815 jsou zmíněny jako „Státy Jeho Veličenstva krále Sardinie“. Savojští se později zasloužili o sjednocení Itálie a stali se italskými králi, zatímco země jejich původu Savojsko se stala regionem Francouzské republiky.

## Seznam savojských států
| - Savojské hrabství (do 1416) - Savojské vévodství - Piemontské knížectví - Oneglijské knížectví - Aostské vévodství - Nicejské hrabství |  | - Saluzzské markrabství - Montferratské vévodství (od 1708) - Sicilské království (1713–1720) - Sardinské království (od 1720) - Janovské vévodství (od 1815) |

## Symbolika

vlajka savojských států:
zprvu hrabata užívali císařskou zástavu na znamení věrnosti k Říši
vlajka hrabství a vévodství do roku 1783 odvozená ze znaku Savojských
obchodní vlajka států v 18. století
vlajka Sardinského království (1783–1802)
vlajka Sardinského království (1832–1848) byla odvozena od vlajek několika států
vlajka Sardinského království (1848–1861)